# Breakbeat hardcore
Il breakbeat hardcore (noto anche come hardcore rave od oldskool hardcore) è un genere musicale del breakbeat e del rave nato durante i primi anni 1990 nel Regno Unito. 

## Caratteristiche
Il breakbeat hardcore combina ritmi four-on-the-floor e breakbeat ripresi dall'hip hop. Oltre ai breakbeat, il genere fa uso di pattern di drum machine, hoover sound, bip, voci, vivaci riff di pianoforte house. Due generi che hanno influenzato il breakbeat hardcore sono il new beat e all'acid house.

## Artisti e titoli breakbeat hardcore
- T99 - Anasthasia (Who's That Beat?, 1991)[1]
- Quadrophonia - Quadrophonia (Streetbeats, 1990)[2]
- Altern-8 - Frequency (Network Records, 1991)[3]
- The Prodigy - Experience (album) (XL Recordings, 1992)[4]
- Lords of Acid  - Take Control (Complete Kaos, 1991)[5]